# Цорвас, Александрос
Але́ксандрос Цо́рвас (греч. Αλέξανδρος Τζόρβας; 12 августа 1982, Афины) — греческий футболист, вратарь.

## Карьера

### Клубная
Воспитанник футбольной школы «Панатинаикоса», в нём же и начал профессиональную карьеру в 2001 году, однако почти сразу был отдан в аренду клубу «Айос-Николаос», а в 2003 году, также на правах аренды, перешёл в «Марко», аналогично в 2004 году отправился в клуб «Трасивулос», а в 2005 году вернулся из аренды в родной «Панатинаикос», в котором, однако, в основной состав пробиться так и не смог, поэтому в 2007 году перешёл в критский ОФИ.
29 августа 2011 года подписал контракт с итальянским «Палермо». В составе сицилийцев 29-летний грек заменил Сальваторе Сиригу, который отправился в «ПСЖ».
В августе 2012 года стал игроком «Дженоа».

### Международная
В 2003 году вызывался в молодёжную сборную (до 21 года), а 21 марта 2008 года впервые был вызван в главную национальную сборную Греции в качестве 3-го вратаря на товарищеский матч против сборной Португалии, состоявшийся 26 марта 2008 года. Участник чемпионата Европы 2008 года. Основной вратарь сборной Греции на Чемпионате мира 2010.

## Достижения
«Панатинаикос»
- Чемпион Греции: 2009/10
- Обладатель Кубка Греции: 2009/10